# Diskografie Marshmella
Toto je seznam vydané diskografie amerického hudebního producenta a diskžokeje Marshmella.

## Alba

### Studiová alba
| Název                                                                                   | Detaily o albu                                                   | Umístění v hitparádách | Umístění v hitparádách | Umístění v hitparádách | Umístění v hitparádách | Umístění v hitparádách | Umístění v hitparádách | Umístění v hitparádách | Umístění v hitparádách | Umístění v hitparádách | Umístění v hitparádách |
| Název                                                                                   | Detaily o albu                                                   | US                     | US Dance               | US Heat.               | US Ind.                | BEL (FL)               | BEL (WA)               | CAN                    | NLD                    | NOR                    | SWE                    |
| --------------------------------------------------------------------------------------- | ---------------------------------------------------------------- | ---------------------- | ---------------------- | ---------------------- | ---------------------- | ---------------------- | ---------------------- | ---------------------- | ---------------------- | ---------------------- | ---------------------- |
| Joytime                                                                                 | - Vydáno: 8. ledna 2016 - Vydavatelství: Joytime Collective      | —                      | 5                      | 14                     | 41                     | —                      | —                      | —                      | —                      | —                      | —                      |
| Joytime II                                                                              | - Vydáno: 22. června 2018 - Vydavatelství: Joytime Collective    | 165                    | 1                      | 6                      | 21                     | —                      | —                      | —                      | —                      | —                      | —                      |
| Joytime III                                                                             | - Vydáno: 2. července 2019 - Vydavatelství: Joytime Collective   | 50                     | 1                      | —                      | 29                     | 103                    | 131                    | 53                     | 73                     | 19                     | 50                     |
| Shockwave                                                                               | - Vydáno: 11. června 2021 - Vydavatelství: Joytime Collective    | —                      | 3                      | —                      | 44                     | —                      | —                      | —                      | —                      | —                      | —                      |
| Sugar Papi                                                                              | - Vydáno: 3. listopadu 2023 - Vydavatelství: Joytime Collective  | 97                     | 1                      | —                      | —                      | —                      | —                      | —                      | —                      | —                      | —                      |
| The Roots                                                                               | - Vydáno: 13. listopadu 2024 - Vydavatelství: Joytime Collective | —                      | —                      | —                      | —                      | —                      | —                      | —                      | —                      | —                      | —                      |
| "—" značí, že se nahrávka neumístila v hitparádách nebo v tomto území ani nebyla vydána |                                                                  |                        |                        |                        |                        |                        |                        |                        |                        |                        |                        |

### Mixová alba
| Název                            | Detaily o albu                                              | Umístění v hitparádách | Umístění v hitparádách | Umístění v hitparádách |
| Název                            | Detaily o albu                                              | US                     | US Dance               | CAN                    |
| -------------------------------- | ----------------------------------------------------------- | ---------------------- | ---------------------- | ---------------------- |
| Marshmello Fortnite Extended Set | - Vydáno: 2. února 2019 - Vydavatelství: Joytime Collective | 45                     | 1                      | 31                     |

## Extended play
| Název                                     | Detaily o EP |
| ----------------------------------------- | --- |
| Right                                     | - Vydáno: 2015 - Vydavatelství: Spinnup |
| Roll the Dice (se SOB X RBE)              | - Vydáno: 11. dubna 2019 - Vydavatelství: Joytime Collective                                                                                           |
| Mellokillaz (s Tropkillaz)                | - Vydáno: 16. června 2023 - Vydavatelství: Joytime Collective                                                                                          |
| Mellodeath Tapes Vol. I (se Svdden Death) | - Vydáno: 8. března 2024 - Vydavatelství: Joytime Collective                                                                                           |
| It's Riddim Time                          | - Vydáno: 26. dubna 2024 (vydáno na SoundCloud) / 24. května 2024 (vydáno na Spotify, Apple Music, Beatport, atd.) - Vydavatelství: Joytime Collective |

## Singly

### Jako hlavní umělec
| Název                                                                                   | Rok  | Umístění v hitparádách | Umístění v hitparádách | Umístění v hitparádách | Umístění v hitparádách | Umístění v hitparádách | Umístění v hitparádách | Umístění v hitparádách | Umístění v hitparádách | Umístění v hitparádách | Umístění v hitparádách | Certifikace | Album                                              |
| Název                                                                                   | Rok  | US                     | US Dance               | AUS                    | BEL (FL)               | CAN                    | GER                    | NOR                    | NZ                     | SWE                    | UK                     | Certifikace | Album                                              |
| --------------------------------------------------------------------------------------- | ---- | ---------------------- | ---------------------- | ---------------------- | ---------------------- | ---------------------- | ---------------------- | ---------------------- | ---------------------- | ---------------------- | ---------------------- | --- | -------------------------------------------------- |
| "Keep It Mello" (feat. Omar LinX)                                                       | 2015 | —                      | 25                     | —                      | —                      | —                      | —                      | —                      | —                      | —                      | —                      | - RIAA: Gold - MC: Gold | Joytime                                            |
| "Colour"                                                                                | 2016 | —                      | —                      | —                      | —                      | —                      | —                      | —                      | —                      | —                      | —                      | | Singl bez alb                                      |
| "Alone"                                                                                 | 2016 | 28                     | 3                      | —                      | —                      | 11                     | —                      | —                      | —                      | —                      | 61                     | - RIAA: 5× Platinum - BPI: Gold - MC: Platinum - RMNZ: Platinum | Monstercat 027 – Cataclysm                         |
| "Magic" (s Jauz)                                                                        | 2016 | —                      | —                      | —                      | —                      | —                      | —                      | —                      | —                      | —                      | —                      | | Singl bez alb                                      |
| "Freal Luv" (s Far East Movement feat. Chanyeol a Tinashe)                              | 2016 | —                      | 20                     | —                      | —                      | —                      | —                      | —                      | —                      | —                      | —                      | | Identity                                           |
| "Ritual" (feat. Wrabel)                                                                 | 2016 | —                      | 11                     | —                      | —                      | 82                     | —                      | —                      | —                      | —                      | —                      | | Singly bez alb                                     |
| "Chasing Colors" (s Ookay feat. Noah Cyrus)                                             | 2017 | —                      | 8                      | —                      | —                      | 49                     | —                      | —                      | —                      | —                      | —                      | | Singly bez alb                                     |
| "Twinbow" (se Slushii)                                                                  | 2017 | —                      | —                      | —                      | —                      | —                      | —                      | —                      | —                      | —                      | —                      | | Singly bez alb                                     |
| "Moving On"                                                                             | 2017 | —                      | 13                     | —                      | —                      | —                      | —                      | —                      | —                      | —                      | —                      | | Singly bez alb                                     |
| "Love U"                                                                                | 2017 | —                      | 14                     | —                      | —                      | —                      | —                      | —                      | —                      | —                      | —                      | | Singly bez alb                                     |
| "Silence" (feat. Khalid)                                                                | 2017 | 30                     | 1                      | 5                      | 5                      | 7                      | 6                      | 2                      | 3                      | 5                      | 3                      | - RIAA: 6× Platinum - ARIA: 7× Platinum - BEA: 2× Platinum - BPI: 3× Platinum - BVMI: 2× Platinum - GLF: 5× Platinum - MC: 9× Platinum - RMNZ: 7× Platinum                | Singly bez alb                                     |
| "You & Me"                                                                              | 2017 | —                      | 19                     | —                      | —                      | —                      | —                      | —                      | —                      | —                      | —                      | | Singly bez alb                                     |
| "Wolves" (se Selena Gomez)                                                              | 2017 | 20                     | 1                      | 5                      | 7                      | 7                      | 11                     | 5                      | 10                     | 7                      | 9                      | - RIAA: 4× Platinum - ARIA: 7× Platinum - BEA: Platinum - BPI: Platinum - BVMI: Platinum - GLF: 2× Platinum - IFPI NOR: 3× Platinum - MC: 3× Platinum - RMNZ: 3× Platinum | Rare (Target deluxe edition)                       |
| "Spotlight" (s Lil Peep)                                                                | 2018 | —                      | —                      | —                      | —                      | 73                     | —                      | —                      | —                      | 61                     | 74                     | - RIAA: Platinum - BPI: Silver - RMNZ: Gold | Singl bez alb                                      |
| "Friends" (s Anne-Marie)                                                                | 2018 | 11                     | —                      | 4                      | 3                      | 5                      | 1                      | 4                      | 6                      | 5                      | 4                      | - RIAA: 4× Platinum - ARIA: 4× Platinum - BEA: Platinum - BPI: 3× Platinum - BVMI: Platinum - IFPI NOR: 2× Platinum - MC: 7× Platinum - RMNZ: 3× Platinum                 | Speak Your Mind                                    |
| "Everyday" (s Logic)                                                                    | 2018 | 29                     | —                      | 38                     | —                      | 15                     | 48                     | 20                     | 36                     | 34                     | 46                     | - RIAA: Gold - BPI: Silver - BVMI: Gold - MC: Platinum - RMNZ: Platinum                                                                                                   | Bobby Tarantino II                                 |
| "Fly" (feat. Leah Culver)                                                               | 2018 | —                      | 7                      | —                      | —                      | —                      | —                      | —                      | —                      | —                      | —                      | | Singly bez alb                                     |
| "You Can Cry" (s Juicy J feat. James Arthur)                                            | 2018 | —                      | —                      | —                      | —                      | —                      | —                      | —                      | —                      | —                      | 91                     | | Singly bez alb                                     |
| "Tell Me"                                                                               | 2018 | —                      | 15                     | —                      | —                      | —                      | —                      | —                      | —                      | —                      | —                      | | Joytime II                                         |
| "Check This Out"                                                                        | 2018 | —                      | 10                     | —                      | —                      | 86                     | —                      | —                      | —                      | —                      | —                      | | Joytime II                                         |
| "Happier" (s Bastille)                                                                  | 2018 | 2                      | 1                      | 3                      | 7                      | 2                      | 9                      | 7                      | 3                      | 4                      | 2                      | - RIAA: Diamond - ARIA: 6× Platinum - BEA: Gold - BPI: 3× Platinum - BVMI: 3× Gold - GLF: 3× Platinum - MC: 6× Platinum - RMNZ: 6× Platinum                               | Singly bez alb                                     |
| "Bayen Habeit (In Love)" (s Amr Diab)                                                   | 2018 | —                      | —                      | —                      | —                      | —                      | —                      | —                      | —                      | —                      | —                      | | Singly bez alb                                     |
| "Project Dreams" (s Roddy Ricch)                                                        | 2018 | —                      | —                      | —                      | 83                     | —                      | —                      | —                      | —                      | —                      | —                      | - RIAA: Platinum - BPI: Silver - MC: Platinum - RMNZ: Gold | Singly bez alb                                     |
| "Biba" (s Pritam feat. Shirley Setia)                                                   | 2019 | —                      | 31                     | —                      | —                      | —                      | —                      | —                      | —                      | —                      | —                      | | Singly bez alb                                     |
| "Sell Out" (se Svdden Death)                                                            | 2019 | —                      | 36                     | —                      | —                      | —                      | —                      | —                      | —                      | —                      | —                      | | Singly bez alb                                     |
| "Here with Me" (feat. Chvrches)                                                         | 2019 | 31                     | 3                      | 9                      | 20                     | 15                     | 49                     | 28                     | 24                     | 39                     | 9                      | - RIAA: 2× Platinum - ARIA: Platinum - BEA: Gold - BPI: Platinum - BVMI: Gold - MC: 2× Platinum - RMNZ: 2× Platinum                                                       | Singly bez alb                                     |
| "Light It Up" (feat. Tyga a Chris Brown)                                                | 2019 | 90                     | —                      | 60                     | —                      | 75                     | 77                     | —                      | —                      | —                      | 55                     | - MC: Gold | Singly bez alb                                     |
| "Rescue Me" (feat. A Day to Remember)                                                   | 2019 | 92                     | 5                      | —                      | —                      | —                      | —                      | —                      | —                      | —                      | —                      | | Joytime III                                        |
| "One Thing Right" (s Kane Brown)                                                        | 2019 | 36                     | —                      | 4                      | 71                     | 12                     | 71                     | —                      | —                      | 92                     | 76                     | - RIAA: 5× Platinum - ARIA: 6× Platinum - BPI: Silver - GLF: Gold - MC: 9× Platinum - RMNZ: 2× Platinum                                                                   | Singl bez alb                                      |
| "Room to Fall" (s Flux Pavilion feat. Elohim)                                           | 2019 | —                      | 19                     | —                      | —                      | —                      | —                      | —                      | —                      | —                      | —                      | | Joytime III                                        |
| "Tongue Tied" (s Yungblud a Blackbear)                                                  | 2019 | —                      | —                      | —                      | 83                     | —                      | 100                    | —                      | —                      | —                      | 62                     | | Singly bez alb                                     |
| "Crusade" (se Svdden Death)                                                             | 2020 | —                      | 13                     | —                      | —                      | —                      | —                      | —                      | —                      | —                      | —                      | | Singly bez alb                                     |
| "Been Thru This Before" (se Southside feat. Giggs a Saint Jhn)                          | 2020 | —                      | —                      | —                      | —                      | —                      | —                      | —                      | —                      | —                      | —                      | | Singly bez alb                                     |
| "Be Kind" (s Halsey)                                                                    | 2020 | 29                     | —                      | 15                     | —                      | 18                     | 54                     | 29                     | 32                     | 48                     | 33                     | - RIAA: 2× Platinum - ARIA: Platinum - BPI: Gold - IFPI NOR: Gold - MC: 3× Platinum - RMNZ: Platinum                                                                      | Manic a Collabs                                    |
| "Come & Go" (s Juice Wrld)                                                              | 2020 | 2                      | —                      | 4                      | 47                     | 4                      | 38                     | 9                      | 8                      | 7                      | 9                      | - RIAA: 3× Platinum - ARIA: 2× Platinum - BPI: Platinum - BVMI: Gold - MC: 3× Platinum - RMNZ: 2× Platinum                                                                | Legends Never Die                                  |
| "Baggin'" (s 42 Dugg)                                                                   | 2020 | —                      | —                      | —                      | —                      | —                      | —                      | —                      | —                      | —                      | —                      | | Singl bez alb                                      |
| "OK Not to Be OK" (s Demi Lovato)                                                       | 2020 | 36                     | 2                      | 47                     | —                      | 41                     | —                      | —                      | —                      | 72                     | 42                     | - RMNZ: Gold | Dancing with the Devil... the Art of Starting Over |
| "Too Much" (s Imanbek feat. Usher)                                                      | 2020 | —                      | 8                      | —                      | —                      | —                      | —                      | —                      | —                      | —                      | —                      | | Singl bez alb                                      |
| "You" (s Benny Blanco a Vance Joy)                                                      | 2021 | —                      | —                      | 55                     | 46                     | 62                     | —                      | —                      | —                      | 38                     | —                      | | Friends Keep Secrets 2                             |
| "Lavandia" (s Arash)                                                                    | 2021 | —                      | —                      | —                      | —                      | —                      | —                      | —                      | —                      | —                      | —                      | | Singl bez alb                                      |
| "Like This" (s 2KBaby)                                                                  | 2021 | —                      | —                      | —                      | —                      | —                      | —                      | —                      | —                      | —                      | —                      | | First Quarter                                      |
| "Do You Believe" (s Ali Gatie a Ty Dolla Sign)                                          | 2021 | —                      | —                      | —                      | —                      | —                      | —                      | —                      | —                      | —                      | —                      | | The Idea of Her                                    |
| "Leave Before You Love Me" (s Jonas Brothers)                                           | 2021 | 19                     | —                      | 26                     | 36                     | 7                      | —                      | —                      | —                      | —                      | 24                     | - RIAA: 2× Platinum - ARIA: 2× Platinum - BPI: Platinum - RMNZ: 2× Platinum                                                                                               | Singl bez alb                                      |
| "Back in Time" (s Carnage)                                                              | 2021 | —                      | 20                     | —                      | —                      | —                      | —                      | —                      | —                      | —                      | —                      | | Shockwave                                          |
| "Hitta" (s Eptic feat. Juicy J)                                                         | 2021 | —                      | —                      | —                      | —                      | —                      | —                      | —                      | —                      | —                      | —                      | | Shockwave                                          |
| "Bad Bitches" (s Nitti Gritti feat. Megan Thee Stallion)                                | 2021 | —                      | 23                     | —                      | —                      | —                      | —                      | —                      | —                      | —                      | —                      | | Shockwave                                          |
| "House Party" (se Subtronics)                                                           | 2021 | —                      | 31                     | —                      | —                      | —                      | —                      | —                      | —                      | —                      | —                      | | Shockwave                                          |
| "Chasing Stars" (s Alesso feat. James Bay)                                              | 2021 | —                      | 11                     | —                      | 40                     | —                      | —                      | —                      | —                      | 74                     | —                      | | Singly bez alb                                     |
| "Preached" (s Lil Dusty G)                                                              | 2021 | —                      | —                      | —                      | —                      | —                      | —                      | —                      | —                      | —                      | —                      | | Singly bez alb                                     |
| "Before U"                                                                              | 2022 | —                      | —                      | —                      | —                      | —                      | —                      | —                      | —                      | —                      | —                      | | Singly bez alb                                     |
| "Estilazo" (s Tokischa)                                                                 | 2022 | —                      | —                      | —                      | —                      | —                      | —                      | —                      | —                      | —                      | —                      | | Singly bez alb                                     |
| "Numb" (s Khalid)                                                                       | 2022 | 40                     | 3                      | 38                     | 18                     | 4                      | 65                     | 35                     | —                      | 26                     | —                      | - RIAA: Platinum - ARIA: Platinum - BPI: Silver - GLF: Gold - MC: 2× Platinum - RMNZ: Platinum                                                                            | Singly bez alb                                     |
| "Sah Sah" (s Nancy Ajram)                                                               | 2022 | —                      | 38                     | —                      | —                      | —                      | —                      | —                      | —                      | —                      | —                      | | Singly bez alb                                     |
| "American Psycho" (s Mae Muller a Trippie Redd)                                         | 2022 | —                      | —                      | —                      | —                      | —                      | —                      | —                      | —                      | —                      | —                      | | Singly bez alb                                     |
| "Bye Bye" (s Juice Wrld)                                                                | 2022 | 53                     | —                      | 67                     | —                      | 36                     | 46                     | —                      | —                      | 87                     | 45                     | - RIAA: Gold | Singly bez alb                                     |
| "Party Jumpin'" (s Jamie Brown)                                                         | 2023 | —                      | 35                     | —                      | —                      | —                      | —                      | —                      | —                      | —                      | —                      | | Singly bez alb                                     |
| "Unity"                                                                                 | 2023 | —                      | —                      | —                      | —                      | —                      | —                      | —                      | —                      | —                      | —                      | | Singly bez alb                                     |
| "Eternal"                                                                               | 2023 | —                      | —                      | —                      | —                      | —                      | —                      | —                      | —                      | —                      | —                      | | Singly bez alb                                     |
| "Again"                                                                                 | 2023 | —                      | —                      | —                      | —                      | —                      | —                      | —                      | —                      | —                      | —                      | | Singly bez alb                                     |
| "Old School" (s Ray Volpe)                                                              | 2023 | —                      | 31                     | —                      | —                      | —                      | —                      | —                      | —                      | —                      | —                      | | Singly bez alb                                     |
| "El Merengue" (s Manuel Turizo)                                                         | 2023 | —                      | 5                      | —                      | —                      | 50                     | —                      | —                      | —                      | —                      | —                      | - RIAA: 6× Platinum (Latin) - MC: Platinum | 2000 a Sugar Papi                                  |
| "Grown Man" (s Polo G a Southside)                                                      | 2023 | —                      | —                      | —                      | —                      | —                      | —                      | —                      | —                      | —                      | —                      | | Singl bez alb                                      |
| "Esta Vida" (s Farruko)                                                                 | 2023 | —                      | 10                     | —                      | 37                     | —                      | —                      | —                      | —                      | —                      | —                      | - RIAA: 2× Platinum (Latin) | Sugar Papi                                         |
| "Fell in Love" (s Brent Faiyaz)                                                         | 2023 | —                      | —                      | —                      | —                      | 96                     | —                      | —                      | —                      | —                      | —                      | | Singl bez alb                                      |
| "Solteiro Sou um Perigo" (s Tropkillaz a MC Delux)                                      | 2023 | —                      | —                      | —                      | —                      | —                      | —                      | —                      | —                      | —                      | —                      | | Mellokillaz                                        |
| "Como Yo :(" (s Tiago PZK)                                                              | 2023 | —                      | 33                     | —                      | —                      | —                      | —                      | —                      | —                      | —                      | —                      | | Sugar Papi                                         |
| "Tempo" (s Young Miko)                                                                  | 2023 | —                      | 26                     | —                      | —                      | —                      | —                      | —                      | —                      | —                      | —                      | - RIAA: Platinum (Latin) | Sugar Papi                                         |
| "Other Boys" (s Dove Cameron)                                                           | 2023 | —                      | 9                      | —                      | —                      | —                      | —                      | —                      | —                      | —                      | —                      | | Singl bez alb                                      |
| "Harley Quinn" (s Fuerza Regida)                                                        | 2023 | 40                     | —                      | —                      | —                      | —                      | —                      | —                      | —                      | —                      | —                      | - RIAA: 27× Platinum (Latin) | Pa Las Baby's y Belikeada a Sugar Papi             |
| "Dreaming" (s Pink a Sting)                                                             | 2023 | —                      | 9                      | —                      | 22                     | 64                     | 93                     | —                      | —                      | —                      | 99                     | | Trustfall: Tour Deluxe Edition                     |
| "No Man's Land" (s Venbee)                                                              | 2024 | —                      | 16                     | —                      | —                      | —                      | —                      | —                      | —                      | —                      | 61                     | | Singl bez alb                                      |
| "Ceremony" (se Svdden Death)                                                            | 2024 | —                      | 27                     | —                      | —                      | —                      | —                      | —                      | —                      | —                      | —                      | | Mellodeath Tapes Vol. I                            |
| "Movement" (s Hol!)                                                                     | 2024 | —                      | 30                     | —                      | —                      | —                      | —                      | —                      | —                      | —                      | —                      | | It's Riddim Time! a Brulure                        |
| "Triumphant" (se Svdden Death)                                                          | 2024 | —                      | 40                     | —                      | —                      | —                      | —                      | —                      | —                      | —                      | —                      | | Mellodeath Tapes Vol. I                            |
| "Conquer" (se Space Laces)                                                              | 2024 | —                      | 25                     | —                      | —                      | —                      | —                      | —                      | —                      | —                      | —                      | | Singly bez alb                                     |
| "Loaded" (s Infekt)                                                                     | 2024 | —                      | —                      | —                      | —                      | —                      | —                      | —                      | —                      | —                      | —                      | | It's Riddim Time!                                  |
| "Shatter" (s Pyke)                                                                      | 2024 | —                      | —                      | —                      | —                      | —                      | —                      | —                      | —                      | —                      | —                      | | It's Riddim Time!                                  |
| "Devastate"                                                                             | 2024 | —                      | —                      | —                      | —                      | —                      | —                      | —                      | —                      | —                      | —                      | | It's Riddim Time!                                  |
| "Mellofire" (se Samplifire)                                                             | 2024 | —                      | —                      | —                      | —                      | —                      | —                      | —                      | —                      | —                      | —                      | | It's Riddim Time!                                  |
| "T34rs" (s BAW)                                                                         | 2024 | —                      | —                      | —                      | —                      | —                      | —                      | —                      | —                      | —                      | —                      | | It's Riddim Time!                                  |
| "Miles on It" (s Kane Brown)                                                            | 2024 | 15                     | 1                      | 59                     | 13                     | 10                     | —                      | —                      | —                      | —                      | 44                     | - RIAA: 2× Platinum - ARIA: Platinum - BPI: Silver - MC: 3× Platinum - RMNZ: Gold                                                                                         | The High Road                                      |
| "Don't Speak" (se Sabrina Claudio)                                                      | 2024 | —                      | 45                     | —                      | —                      | —                      | —                      | —                      | —                      | —                      | —                      | | Singl bez alb                                      |
| "Forever" (s Pluko)                                                                     | 2024 | —                      | —                      | —                      | —                      | —                      | —                      | —                      | —                      | —                      | —                      | | The Roots                                          |
| "In the Cut" (s Viperactive)                                                            | 2024 | —                      | —                      | —                      | —                      | —                      | —                      | —                      | —                      | —                      | —                      | | The Roots                                          |
| "Fired Up" (s Hamdi)                                                                    | 2024 | —                      | —                      | —                      | —                      | —                      | —                      | —                      | —                      | —                      | —                      | | The Roots                                          |
| "Bad Boys" (s Trickstar a Lil Jon)                                                      | 2024 | —                      | —                      | —                      | —                      | —                      | —                      | —                      | —                      | —                      | —                      | | The Roots                                          |
| "Rave Repeater" (se Space Laces)                                                        | 2024 | —                      | —                      | —                      | —                      | —                      | —                      | —                      | —                      | —                      | —                      | | Singl bez alb                                      |
| "Slow Motion" (s Jonas Brothers)                                                        | 2025 | —                      | 4                      | —                      | 22                     | —                      | —                      | —                      | —                      | —                      | —                      | | Greetings from Your Hometown                       |
| "Fale Então" (s Trueno)                                                                 | 2025 | —                      | 23                     | —                      | —                      | —                      | —                      | —                      | —                      | —                      | —                      | | Singly bez alb                                     |
| "Worlds Apart" (s Ar/Co)                                                                | 2025 | —                      | 17                     | —                      | —                      | —                      | —                      | —                      | —                      | —                      | —                      | | Singly bez alb                                     |
| "Save My Love" (s Ellie Goulding a Avaion)                                              | 2025 | —                      | 5                      | —                      | —                      | —                      | —                      | —                      | —                      | —                      | —                      | | Singly bez alb                                     |
| "—" značí, že se nahrávka neumístila v hitparádách nebo v tomto území ani nebyla vydána |      |                        |                        |                        |                        |                        |                        |                        |                        |                        |                        | |                                                    |

### Jako vedlejší umělec
| Název                                 | Rok  | Umístění v hitparádě | Album         |
| Název                                 | Rok  | US Dance             | Album         |
| ------------------------------------- | ---- | -------------------- | ------------- |
| "There x2" (Slushii feat. Marshmello) | 2018 | 31                   | Singl bez alb |

## Další umístěné písně
| Název                                                                                   | Rok  | Umístění v hitparádách | Umístění v hitparádách | Umístění v hitparádách | Umístění v hitparádách | Umístění v hitparádách | Umístění v hitparádách | Certifikace                                 | Album              |
| Název                                                                                   | Rok  | US                     | US Dance               | US R&B /HH             | AUS                    | CAN                    | NZ Hot                 | Certifikace                                 | Album              |
| --------------------------------------------------------------------------------------- | ---- | ---------------------- | ---------------------- | ---------------------- | ---------------------- | ---------------------- | ---------------------- | ------------------------------------------- | ------------------ |
| "Summer"                                                                                | 2016 | —                      | 20                     | —                      | —                      | —                      | —                      |                                             | Joytime            |
| "Find Me"                                                                               | 2016 | —                      | 16                     | —                      | —                      | —                      | —                      |                                             | Joytime            |
| "Blocks"                                                                                | 2016 | —                      | 25                     | —                      | —                      | —                      | —                      |                                             | Joytime            |
| "Danger" (s Migos)                                                                      | 2017 | 82                     | —                      | 34                     | —                      | 49                     | —                      | - RIAA: Platinum                            | Bright: The Album  |
| "Rooftops"                                                                              | 2018 | —                      | 26                     | —                      | —                      | —                      | —                      |                                             | Joytime II         |
| "Stars"                                                                                 | 2018 | —                      | 31                     | —                      | —                      | —                      | —                      |                                             | Joytime II         |
| "Together"                                                                              | 2018 | —                      | 20                     | —                      | —                      | —                      | —                      |                                             | Joytime II         |
| "Power"                                                                                 | 2018 | —                      | 24                     | —                      | —                      | —                      | —                      |                                             | Joytime II         |
| "Paralyzed"                                                                             | 2018 | —                      | 30                     | —                      | —                      | —                      | —                      |                                             | Joytime II         |
| "Flashbacks"                                                                            | 2018 | —                      | 32                     | —                      | —                      | —                      | —                      |                                             | Joytime II         |
| "Down"                                                                                  | 2019 | —                      | 28                     | —                      | —                      | —                      | —                      |                                             | Joytime III        |
| "Run It Up"                                                                             | 2019 | —                      | 29                     | —                      | —                      | —                      | —                      |                                             | Joytime III        |
| "Put Yo Hands Up" (se Slushii)                                                          | 2019 | —                      | 36                     | —                      | —                      | —                      | —                      |                                             | Joytime III        |
| "Sad Songs"                                                                             | 2019 | —                      | 39                     | —                      | —                      | —                      | —                      |                                             | Joytime III        |
| "Earthquake" (s Tynan)                                                                  | 2019 | —                      | 48                     | —                      | —                      | —                      | —                      |                                             | Joytime III        |
| "Falling to Pieces" (s Crankdat)                                                        | 2019 | —                      | 38                     | —                      | —                      | —                      | —                      |                                             | Joytime III        |
| "Here We Go Again"                                                                      | 2019 | —                      | 50                     | —                      | —                      | —                      | —                      |                                             | Joytime III        |
| "Proud"                                                                                 | 2019 | —                      | 14                     | —                      | —                      | —                      | 24                     |                                             | Joytime III        |
| "Hate the Other Side" (s Juice Wrld feat. Polo G a The Kid Laroi)                       | 2020 | 10                     | —                      | 8                      | 15                     | 12                     | 3                      | - RIAA: Platinum - BPI: Silver - RMNZ: Gold | Legends Never Die  |
| "Feel Something" (The Kid Laroi feat. Marshmello)                                       | 2020 | —                      | —                      | —                      | 78                     | 93                     | —                      | - RIAA: Gold - MC: Gold                     | F*ck Love (Savage) |
| "Fairytale"                                                                             | 2021 | —                      | 32                     | —                      | —                      | —                      | —                      |                                             | Shockwave          |
| "Supernovacane"                                                                         | 2021 | —                      | 38                     | —                      | —                      | —                      | —                      |                                             | Shockwave          |
| "Jiggle It" (s TroyBoi)                                                                 | 2021 | —                      | 34                     | —                      | —                      | —                      | —                      |                                             | Shockwave          |
| "Vibr8"                                                                                 | 2021 | —                      | 47                     | —                      | —                      | —                      | —                      |                                             | Shockwave          |
| "Shockwave"                                                                             | 2021 | —                      | 11                     | —                      | —                      | —                      | —                      |                                             | Shockwave          |
| "Alcohol" (s Anuel AA)                                                                  | 2023 | —                      | 36                     | —                      | —                      | —                      | —                      |                                             | Sugar Papi         |
| "Lights On" (s Faangs)                                                                  | 2024 | —                      | 45                     | —                      | —                      | —                      | —                      |                                             | The Roots          |
| "—" značí, že se nahrávka neumístila v hitparádách nebo v tomto území ani nebyla vydána |      |                        |                        |                        |                        |                        |                        |                                             |                    |

## Spoluumělec
| Název                 | Rok  | Umělec                            | Album              |
| --------------------- | ---- | --------------------------------- | ------------------ |
| "Danger"              | 2017 | Migos                             | Bright: The Album  |
| "Hate the Other Side" | 2020 | Juice Wrld, Polo G, The Kid Laroi | Legends Never Die  |
| "Feel Something"      | 2020 | The Kid Laroi                     | F*ck Love (Savage) |
| "Watch Your Man"      | 2022 | Rico Nasty                        | Las Ruinas         |

## Remixy
| Název                                       | Rok  | Další umělec                         |
| ------------------------------------------- | ---- | ------------------------------------ |
| "Outside" (Marshmello Remix)                | 2015 | Calvin Harris (feat. Ellie Goulding) |
| "I Want You to Know" (Marshmello Remix)     | 2015 | Zedd (feat. Selena Gomez)            |
| "Beautiful Now" (Marshmello Remix)          | 2015 | Zedd (feat. Jon Bellion)             |
| "One Last Time" (Marshmello Remix)          | 2015 | Ariana Grande                        |
| "Waiting For Love" (Marshmello Remix)       | 2015 | Avicii                               |
| "Where Are Ü Now" (Marshmello Remix)        | 2015 | Jack Ü (s Justin Bieber)             |
| "Hello" (Marshmello Remix)                  | 2015 | Adele                                |
| "Need U (100%)" (Jauz and Marshmello Remix) | 2015 | Duke Dumont (feat. A*M*E)            |
| "Flash Funk" (Marshmello Remix)             | 2016 | Riot Games Music Team                |
| "Want U 2" (Marshmello and Slushii Remix)   | 2016 | Marshmello                           |
| "BonBon" (Marshmello Remix)                 | 2016 | Era Istrefi                          |
| "Alarm" (Marshmello Remix)                  | 2016 | Anne-Marie                           |
| "Sing Me to Sleep" (Marshmello Remix)       | 2016 | Alan Walker                          |
| "Let Me Love You" (Marshmello Remix)        | 2016 | DJ Snake (feat. Justin Bieber)       |
| "Make Me (Cry)" (Marshmello Remix)          | 2017 | Noah Cyrus (feat. Labrinth)          |
| "Mask Off" (Marshmello Remix)               | 2017 | Future                               |

## Videoklipy
| Název                                                          | Rok  | Režisér/Producent           |
| -------------------------------------------------------------- | ---- | --------------------------- |
| "Keep it Mello" (feat. Omar LinX)                              | 2016 | Steve Conry, Joe Zohar      |
| "Alone"                                                        | 2016 | Daniel Burke                |
| "Ritual" (feat. Wrabel)                                        | 2016 | Andrew Donoho               |
| "Summer"                                                       | 2016 | Daniel Burke                |
| "Moving On"                                                    | 2017 | Daniel Burke                |
| "Find Me"                                                      | 2017 | Daniel Burke                |
| "Wolves" (Vertical Video) (se Selena Gomez)                    | 2017 | Harry McNally               |
| "You & Me"                                                     | 2017 | Toon53 Productions          |
| "Blocks"                                                       | 2017 | Daniel Burke                |
| "Wolves" (se Selena Gomez)                                     | 2017 | Colin Tilley                |
| "Danger" (s Migos)                                             | 2017 | RJ Sanchez, Brendan Vaughan |
| "Take It Back"                                                 | 2017 | Daniel Burke                |
| "Love U"                                                       | 2018 | Toon53 Productions          |
| "Spotlight" (s Lil Peep)                                       | 2018 | Nick Koenig                 |
| "Friends" (s Anne-Marie)                                       | 2018 |                             |
| "Friends" (Alternative Music Video) (s Anne-Marie)             | 2018 | Daniel Malikyar             |
| "Fly" (feat. Leah Culver)                                      | 2018 | Thomy Hoefer                |
| "Everyday" (s Logic)                                           | 2018 | Alan Ferguson               |
| "You Can Cry" (s Juicy J feat. James Arthur)                   | 2018 | Daniel Malikyar             |
| "Fly" (DuckTales Music Video) (feat. Leah Culver)              | 2018 | Disney Channel              |
| "Flashbacks"                                                   | 2018 | Mercedes Bryce Morgan       |
| "Stars"                                                        | 2018 | Toby Wosskow                |
| "Happier" (s Bastille)                                         | 2018 | Mercedes Bryce Morgan       |
| "Check This Out"                                               | 2018 | Mercedes Bryce Morgan       |
| "Happier" (Stripped Music Video) (s Bastille)                  | 2018 | Daniel Malikyar             |
| "Together"                                                     | 2018 | Toby Wosskow                |
| "Happier" (Alternate Music Video) (s Bastille)                 | 2018 | Daniel Malikyar, Karam Gill |
| "Project Dreams" (s Roddy Ricch)                               | 2018 | Austin Winchell             |
| "Biba" (feat. Shirley Setia a Shah Rukh Khan)                  | 2019 | Punit Malhotra              |
| "Here with Me" (Alternative Music Video) (feat. Chvrches)      | 2019 | Daniel Malikyar, Karam Gill |
| "Tell Me"                                                      | 2019 | Karl Jungquist              |
| "Here with Me" (feat. Chvrches)                                | 2019 | Mercedes Bryce Morgan       |
| "Power"                                                        | 2019 | Mercedes Bryce Morgan       |
| "Rooftops"                                                     | 2019 | Philip Vernon               |
| "Light It Up" (s Tyga a Chris Brown)                           | 2019 | Arrad                       |
| "Paralyzed"                                                    | 2019 | Daniel Burke                |
| "Imagine"                                                      | 2019 | Daniel Burke                |
| "First Place" (se SOB X RBE)                                   | 2019 | Dave Apruzzese              |
| "Rescue Me" (feat. A Day to Remember)                          | 2019 | Philip Vernon               |
| "Don't Save Me" (se SOB X RBE)                                 | 2019 | Yasha Gruben                |
| "Roll the Dice" (se SOB X RBE)                                 | 2019 | Adam McClaughry             |
| "One Thing Right" (se Kane Brown)                              | 2019 | Robert Hales                |
| "Tongue Tied" (s Yungblud a Blackbear)                         | 2019 | Christian Breslauer         |
| "Crusade" (se Svdden Death)                                    | 2020 | Toon53 Productions          |
| "Been Thru This Before" (se Southside feat. Giggs a Saint Jhn) | 2020 | Myles Whittingham           |
| "Be Kind" (s Halsey)                                           | 2020 | Hannah Lux Davis            |
| "OK Not to Be OK" (s Demi Lovato)                              | 2020 | Hannah Lux Davis            |